# Walthall
Walthall település az Amerikai Egyesült Államok Mississippi államában, Webster megyében, melynek megyeszékhelye is. Lakosainak száma 116 fő (2020. április 1.).

## Népesség
A település népességének változása:

| 2010 | 144 |
| 2020 | 116 |